# ねじれた疑惑
ねじれた疑惑(ねじれたぎわく、原題:Twisted) はアメリカ合衆国で制作されたドラマシリーズ。2013年6月11日から8月27日までと2014年2月11日から4月1日までABCファミリーにて第1シーズンとして放送された。なお、6月18日の第二話以降の本放送に先駆けて2013年3月19日と6月11日に第一話であるパイロット版を放送している。放送終了後の2014年8月13日にABCファミリーは低視聴率により続編の製作を行わないことを決定した。
日本では2014年4月26日から8月30日までDlifeにて第1シーズンの前半十一話をシーズン1として、後半八話をシーズン2として放送された。

## 概要
アメリカニューヨーク州グリーングローブを舞台に少年院を出所した少年がその幼馴染との再会と友情を描き、物語の起点となった少年の叔母が殺害された事件を巡って、謎が新たな謎を呼ぶ展開のティーンを中心としたミステリードラマ。

## 出演
- 以下は「配役 - 演者/吹き替え」の順で記載 
  - ダニー・デサイ - アヴァン・ジョーギア/小松史法
  - ジョー・マスターソン - マディー・ハッソン/浅野真澄
  - レイシー・ポーター - カイル・バーンベリー/下田レイ
  - カレン・デサイ - デニース・リチャーズ/浅野まゆみ
  - カイル・マスターソン - サム・ロバーズ/山野井仁
  - テス・マスターソン - キンバリー・クイン/麻生侑里
  - リコ - アシュトン・モイオ/茂木たかまさ

## エピソード

### 第1シーズン
- アメリカ合衆国

2013年6月11日 - 8月27日(火曜日 (東部標準時))
2014年2月11日 - 4月1日(火曜日 (東部標準時))

#### シーズン1
- 日本:2014年4月26日 - 7月5日(土曜日 20:00 - 21:00(JST))[5]

|        | タイトル（邦題）           | 原題                        | 監督                 | 脚本                                      |
| ------ | -------------------------- | --------------------------- | -------------------- | ----------------------------------------- |
| 第1話  | ソシオ                     | Pilot                       | ジョン・アミエル     | アダム・ミルチ                            |
| 第2話  | 悲しみのセラピー           | Grief is a Five Letter Word | ギャビン・ポロン     | アダム・ミルチ                            |
| 第3話  | 殻を破るとき               | PSA de Resistance           | ジョー・ラザゾフ     | アンディー・リーサー                      |
| 第4話  | 友と敵の境界線             | Sleeping with the Frenemy   | ジョシュア・バトラー | ケイ・ラインドル エリン・メアー           |
| 第5話  | グリーン・グローヴの秋祭り | The Fest and the Furi       | デイシー・メイヤー   | デブラ・J・フィッシャー                   |
| 第6話  | 夜のドライブ               | Three for the Road          | ジョー・ラザゾフ     | ブライアン・スタッドラー                  |
| 第7話  | ダニーの秘密               | We Need to Talk About Danny | クリス・グリスマー   | ブライアン・スタッドラー                  |
| 第8話  | トラウマの再現             | Doc-Trauma                  | ロジャー・カンブル   | アンディー・リーサー フィニアス・キヨムラ |
| 第9話  | 真実はいつか現れる         | The Truth Will Out          | ジョー・ラザゾフ     | エリン・メアー ケイ・ラインドル           |
| 第10話 | 秘密の代償                 | Poison of Interest          | ギャビン・ポロン     | デイビッド・バブコック                    |
| 第11話 | 決別                       | Out with the In-Crowd       | ジョー・ラザゾフ     | デブラ・J・フィッシャー                   |

#### シーズン2
- 日本:2014年7月12日 - 8月30日(土曜日 20:00 - 21:00(JST))

|       | タイトル（邦題）     | 原題                               | 監督                   | 脚本                           |
| ----- | -------------------- | ---------------------------------- | ---------------------- | ------------------------------ |
| 第1話 | 死者は語る           | Dead Men Tell Big Tales            | ギャビン・ポロン       | チャールズ・プラット・ジュニア |
| 第2話 | 父親の罪             | Sins of the Father                 | ギャビン・ポロン       | アダム・ミルチ                 |
| 第3話 | ホームカミングの憂鬱 | Home Is Where the Hurt Is          | デイビッド・ジャクソン | ステイシー・ルーカイザー       |
| 第4話 | 見えざる協力者       | Danny Indemnity                    | チャド・ロウ           | アンディー・リーサー           |
| 第5話 | 終わらない悪夢       | The Son Also Falls                 | テリー・ハッチャー     | アリアナ・ジャクソン           |
| 第6話 | 不信                 | You're a Good Man, Charlie McBride | デイシー・メイヤー     | アダム・ミルチ                 |
| 第7話 | 歪んだ執着           | Danny, Interrupted                 | ギャビン・ポロン       | ステイシー・ルーカイザー       |
| 第8話 | それぞれの告白       | A Tale of Two Confessions          | ギャビン・ポロン       | チャールズ・プラット・ジュニア |